# Staktjärnen (Envikens socken, Dalarna)
Staktjärnen är en sjö i Falu kommun i Dalarna och ingår i Dalälvens huvudavrinningsområde.